# Paul Ruoff
Paul Ruoff (Biel/Bienne, 1897. október 19. – Muri bei Bern, 1981. október 18.) svájc nemzetközi labdarúgó-játékvezető.

## Pályafutása

### Nemzeti játékvezetés
A játékvezetői vizsgát letéve, sportvezetőinek javaslatára azonnal a nemzeti bajnokság játékvezetője lett. Az aktív nemzeti játékvezetéstől 1932-ben vonult vissza.

#### Nemzeti kupamérkőzések
Vezetett Kupa-döntők száma: 3.

##### Svájci Kupa
| Időpont           | Helyszín                   | Mérkőzés típusa | Mérkőzés                                     | Eredmény | Nézők száma |
| ----------------- | -------------------------- | --------------- | -------------------------------------------- | -------- | ----------- |
| 1927. április 3.  | Förrlibuck Stadion, Zürich | döntő           | Grasshopper Club Zürich–Young Fellows Zürich | 3 : 1    | 10 000      |
| 1928. március 25. | Városi Stadion, Genève     | döntő           | Servette FC–Grasshopper Club Zürich          | 5 : 1    | 12 000      |
| 1932. április 3.  | Hardturm Stadion, Zürich   | döntő           | Grasshopper-Club Zürich–Urania Genève Sport  | 5 : 1    | 18 000      |

### Nemzetközi játékvezetés
A Svájci labdarúgó-szövetség Játékvezető Bizottsága (JB) 1926-ban terjesztette fel nemzetközi játékvezetőnek, a Nemzetközi Labdarúgó-szövetség (FIFA) bíróinak keretébe. Több nemzetek közötti válogatott és klubmérkőzést vezetett, vagy működő társának partbíróként segített. 
Az aktív nemzetközi játékvezetéstől 1932-ben búcsúzott. Válogatott mérkőzéseinek száma: 19.

#### Olimpia
Az  1928. évi nyári olimpiai játékok labdarúgó tornáján a FIFA bíróként foglalkoztatta. Olimpián vezetett mérkőzéseinek száma: 1 + 1 (partbíró).
| Időpont         | Helyszín                     | Mérkőzés típusa | Mérkőzés                   | Eredmény | Nézők száma |
| --------------- | ---------------------------- | --------------- | -------------------------- | -------- | ----------- |
| 1928. május 29. | Olimpiai Stadion, Amszterdam | első forduló    | Argentína–Egyesült Államok | 11 : 2   | 3 848       |

#### Nemzetközi kupamérkőzések

##### Közép-európai-kupa
| Időpont             | Helyszín              | Mérkőzés típusa   | Mérkőzés                        | Eredmény | Nézők száma |
| ------------------- | --------------------- | ----------------- | ------------------------------- | -------- | ----------- |
| 1930. augusztus 31. | Neufeld Stadion, Bern | egyik negyeddöntő | AS Ambrosiana Milano–Újpesti TE | 1 : 1    | 7 000       |

## Magyar vonatkozás
| Időpont             | Helyszín                         | Mérkőzés típusa          | Mérkőzés                   | Eredmény | Nézők száma |
| ------------------- | -------------------------------- | ------------------------ | -------------------------- | -------- | ----------- |
| 1929. február 24.   | Yves-du-Manoir Stadion, Colombes | 133. válogatott mérkőzés | Franciaország–Magyarország | 3 : 0    | 20 000      |
| 1929. szeptember 8. | Letenský Stadion, Prága          | 136. válogatott mérkőzés | Csehszlovákia–Magyarország | 1 : 1    | 28 000      |

## Külső hivatkozások
- Paul Ruoff. World Referee. [2012. szeptember 19-i dátummal az eredetiből archiválva]. (Hozzáférés: 2012. június 7.)
- Paul Ruoff. footballzz.com. (Hozzáférés: 2012. június 7.)
- Paul Ruoff. footballdatabase.eu. (Hozzáférés: 2012. június 7.)
- Paul Ruoff. eu-football.info. (Hozzáférés: 2012. június 7.)

| Elődje: E.Dizerens | Svájci Kupadöntő 1926–1927 | Utódja: Paul Ruoff |

| Elődje: Paul Ruoff | Svájci Kupadöntő 1927–1928 | Utódja: Hans Enderli |

| Elődje: W.Jordan | Svájci Kupadöntő 1931–1932 | Utódja: Rudolphe Wittwer |